# Cenefia delli
Cenefia delli is een hooiwagen uit de familie Triaenonychidae.